# Чистка внутри НКВД 1937—1938
В данной статье рассмотрена чистка внутри органов НКВД. Остальные стороны чистки рассмотрены в статье Большой террор.
Чи́стка внутри́ НКВД — увольнение с работы и репрессии по отношению к сотрудникам НКВД в период руководства наркома Н. И. Ежова в 1937—1938 годах, а затем расследование преступлений, совершённых сотрудниками НКВД, завершившееся осуждением виновных в нарушениях законности и обновлением кадров наркомата в конце 1938-го — 1939 году.

## Причины и механизмы

### «Борьба поколений»
Известный историк Михаил Восленский видит причины «чистки» кадров НКВД в борьбе за власть двух поколений советской номенклатуры. Восленский считает, что к середине 1930-х годов в ВКП(б) сложились две руководящие группировки, которые исследователь условно называет ленинская и сталинская. Первая занимала свои посты по праву членов ленинской партии с дореволюционным стажем, вторая состояла из выдвиженцев 1920-х годов, отобранных по признаку лояльности к Сталину. К середине 1930-х годов доля сталинцев в партийном аппарате значительно выросла, но и ленинцев оставалось немало, что приводило к острому соперничеству между поколениями. Целью «чисток» 1936—1938 гг., по мнению Восленского, было устранение «ленинцев» из руководства СССР, в том числе, — из руководства НКВД.
Восленский указывает, что, начиная с 1920-х годов, Сталин стремился сосредоточить дело подбора руководящих кадров в своих руках. К середине 1930-х годов ставленники Сталина занимали множество руководящих постов в среднем и высшем звене руководства во всех сферах. Однако многие высшие посты, в том числе в ОГПУ/НКВД, занимали люди, не обязанные Сталину своей карьерой. По мнению Восленского, убийство Кирова и последовавший за ним «Большой террор» позволили Сталину избавиться от остатков «ленинской гвардии», в том числе в НКВД, и установить режим абсолютной личной власти с опорой на выдвиженцев 1920-х годов.

### «Борьба кланов»
Л. А. Наумов считает, что кардинальные изменения руководящего состава НКВД являлись не результатом осознанной политики Сталина, а следствием стихийной борьбы между «кланами» в НКВД: «людьми Ягоды», «людьми Ежова», «украинцами» (чекистами, служившими на Украине), «северокавказцами», «туркестанцами» и др. В результате взаимоистребления этих кланов, по мнению исследователя, произошло массовое выдвижение наверх новых кадров с «чистыми анкетами», в которых не было никакого компромата.

## Влияние смены наркомвнуделов на изменения состава НКВД
Можно выделить по крайней мере три основные «волны» массовых кадровых перестановок в НКВД. Первая была связана с назначением 10 июля 1934 года на пост народного комиссара внутренних дел Г. Г. Ягоды, фактически возглавлявшего это учреждение и ранее.
Вторая «волна» началась с назначением 26 сентября 1936 года Н. И. Ежова, начавшего по крайней мере с лета 1937 года массово вычищать из НКВД сотрудников, назначенных своим предшественником, и расставлять на ключевые посты своих собственных выдвиженцев под предлогом борьбы с «заговорщиками», убившими С. М. Кирова 1 декабря 1934 года. Исследователь Леонид Наумов называет первой «группой Ежова», пришедшей в НКВД, М. И. Литвина (застрелился в 1938 году), И. И. Шапиро, В. Е. Цесарского, С. Б. Жуковского В целом в своём народном комиссариате Ежов опирался на «кланы» так называемых «северокавказцев» (чекистов, во время Гражданской войны служивших на Северном Кавказе) и «туркестанцев» (чекистов, во время Гражданской войны служивших в Сибири, и затем переведённых в Среднюю Азию). Так как Ежов во многом опирался на кадры, переведённые с Северного Кавказа, чистка НКВД там была минимальной; по собственному признанию самого же Ежова, «Везде я чистил чекистов. Не чистил их только лишь в Москве, Ленинграде и на Северном Кавказе…».
По свидетельству бывшего чекиста М. П. Шрейдера, бывший выдвиженец Ягоды Фриновский после его падения с готовностью «перебежал» на сторону Ежова и вызвался арестовывать Ягоду. По другим свидетельствам, также на сторону Ежова «перебежал» Я. С. Агранов.
В целом по своему социальному происхождению, национальному составу, образовательному уровню, партстажу на первых порах выдвиженцы Ежова ничем не отличались от выдвиженцев Ягоды.

«Люди Ежова»
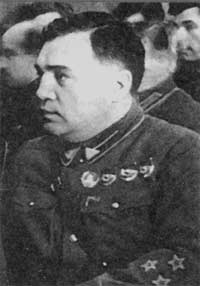
Фриновский М. П. (расстрелян в 1940 г.)
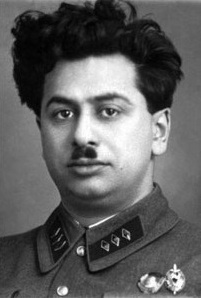
Люшков Г. С. (бежал в 1938 г., погиб в 1945 г.)
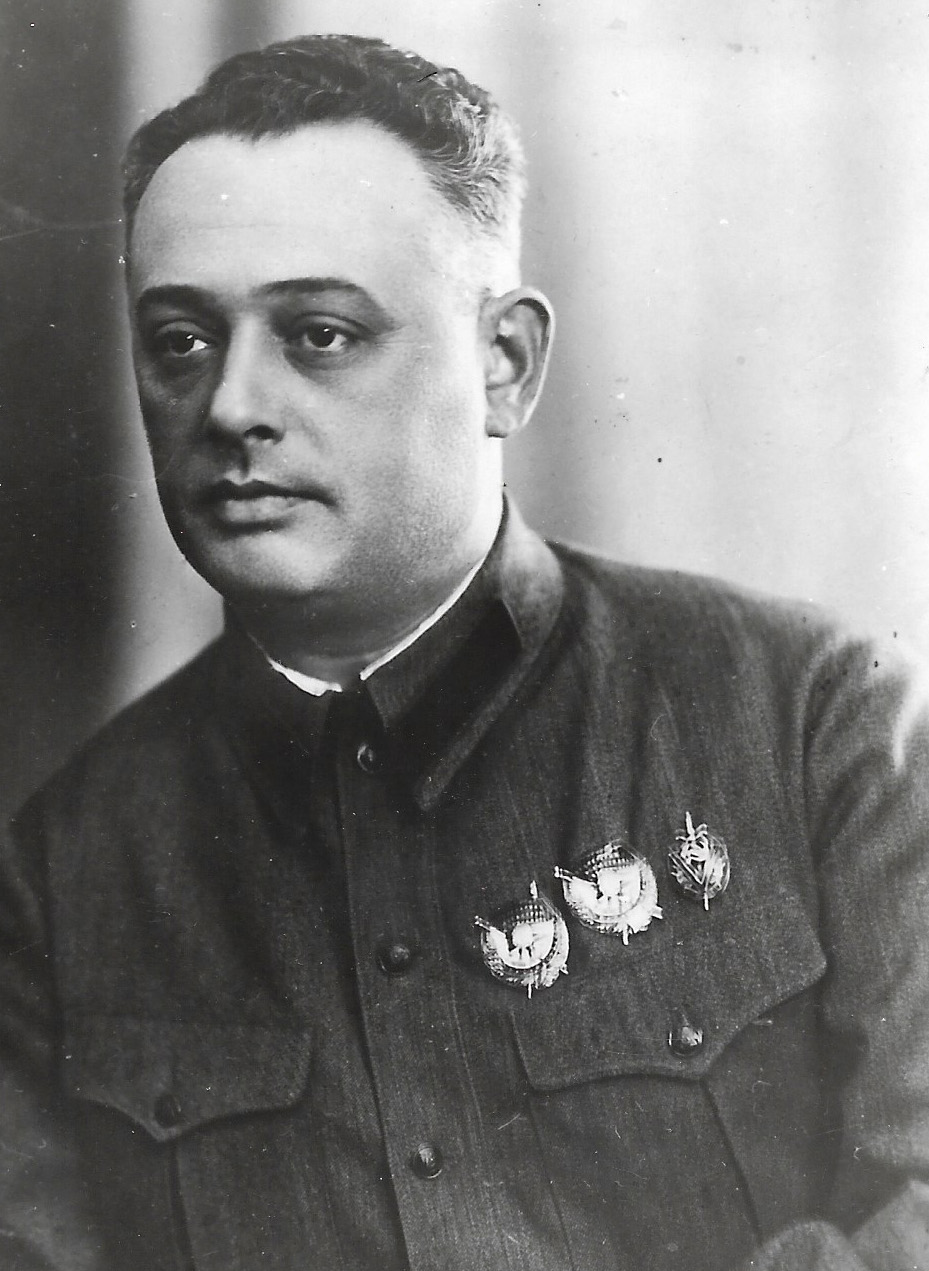
Миронов С. Н. (расстрелян в 1940 г.)
Литвин М. И. (застрелился в 1938 г.)

Третья и последняя «волна» началась уже после проведённого в основном Ежовым Большого террора, с назначением Берии Л. П. 25 ноября 1938 года. В первые годы работы Берии на посту наркомвнудела масштабы государственного террора резко сократились, проведена массовая чистка НКВД от активно участвовавших в Большом терроре назначенцев Ежова (в том числе были репрессированы выдвиженцы Ежова Фриновский М. П. и Евдокимов Е. Г.), частично реабилитированы репрессированные в 1937—1938 лица.
В своём наркомате Берия на первых порах старался опираться на своих бывших сослуживцев из Грузии. В результате доля грузин в руководстве НКВД выросла с 3,33 % на 1 сентября 1938 года до 6,98 % на 1 января 1940 года.
Исследователь Борис Соколов называет первыми «людьми Берии», введёнными им в высшее руководство НКВД, следующих лиц:
- Кобулов Б. З., бывший замнаркомвнудела Грузии, и его брат Кобулов А. З.;
- Гоглидзе С. А., бывший наркомвнудел Грузии;
- Рапава А. Н., бывший председатель Совнаркома Абхазии;
- Меркулов В. Н., бывший заведующий промышленно-транспортным отделом ЦК Компартии Грузии;
- Деканозов В. Г., бывший глава Госплана Грузии.

Все эти лица были расстреляны после падения самого Берии.

«Люди Берии»
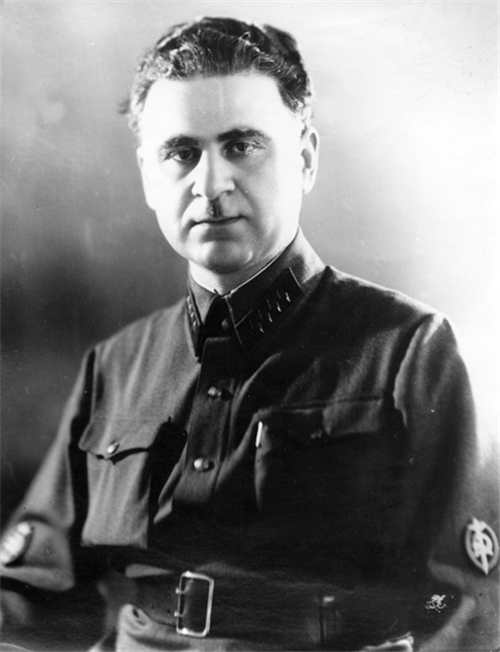
Гоглидзе С. А. (расстрелян в 1953)
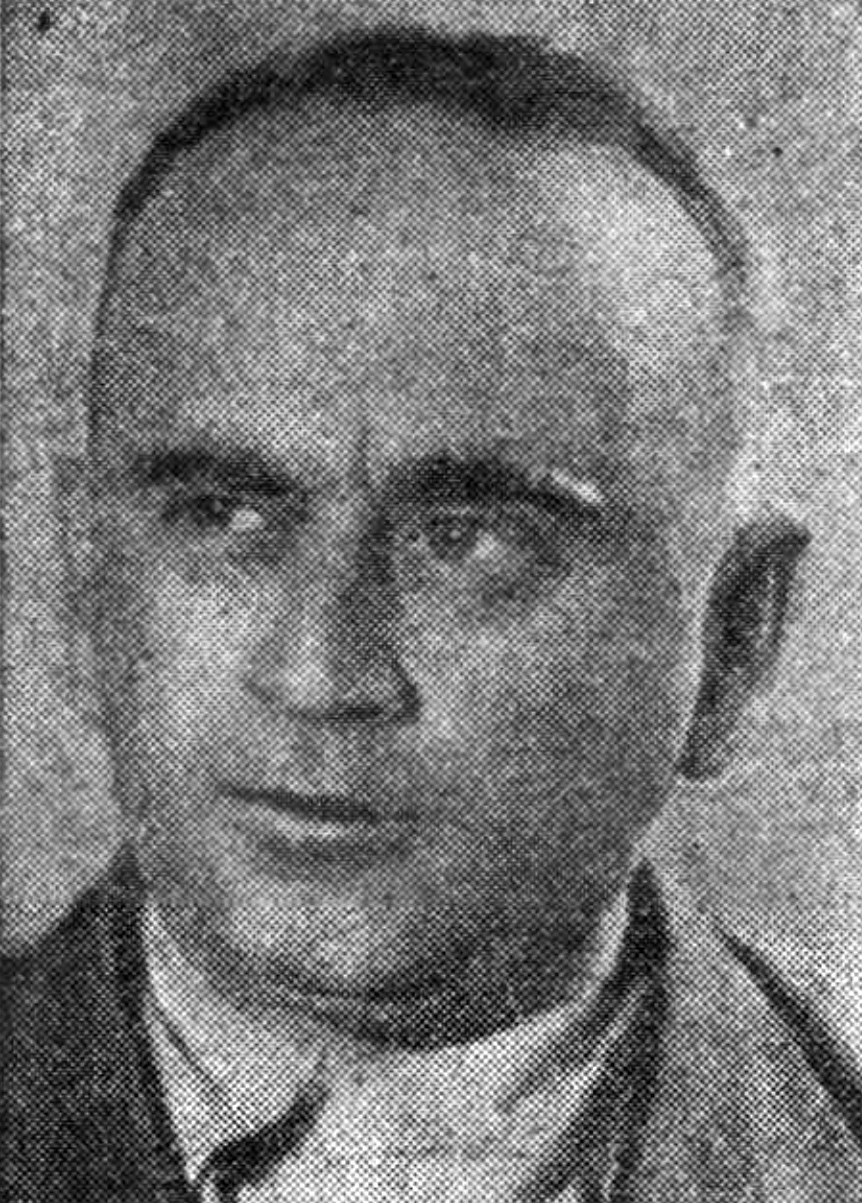
Деканозов В. Г. (расстрелян в 1953)

## Юридическая основа расследований, 1938—1939
Происходила на основании принятого 17 ноября 1938 года совместного постановления СНК СССР и ЦК ВКП (б) «Об арестах, прокурорском надзоре и ведении следствия», которое положило конец массовым арестам и высылкам, прекратило функционирование «троек», в ускоренном порядке рассматривавших дела «врагов народа» в период ежовщины, и восстановило прокурорский надзор за следственным аппаратом НКВД. Во исполнение этого постановления новый нарком Л. П. Берия подписал приказ № 00762 от 26 ноября 1938 г.
Этим приказом были признаны утратившими силу 7 ведомственных документов и циркуляров НКВД 1937 года и пять — 1938 года, отменено 7 действовавших приказов и циркуляров.
Конкретно предписывалось:
- прекратить все массовые операции и следствие проводить только в индивидуальном порядке;
- арестовывать подозреваемых только по мотивированному постановлению и в соответствии с уголовно-процессуальным кодексом, с предъявлением обвинения или освобождением в течение 48 часов;
- законченные дела рассматривать в суде, передавая в Особое совещание НКВД только в исключительном порядке и с предварительным рассмотрением секретариата Особого совещания (в том числе относительно иностранных подданных);
- подвергнуть пересмотру и судебному рассмотрению все находящиеся в производстве дела, а также законченные дела, по которым еще не приведен в исполнение приговор;
- прекратить практику продления сроков заключённым, а если они совершили новые преступления, расследовать их заново и назначать наказание по закону;
- снабдить всех работников НКВД экземплярами уголовного и уголовно-процессуального кодекса, издав необходимое количество книг в центре и на местах.

В тот же день, 26 ноября 1938 года, Политбюро ЦК ВКП (б) рассмотрело вопрос о кадрах для НКВД и поручило наркомату организовать ускоренные курсы для подготовки сотрудников на 100 слушателей, а «Л. П. Берии и Г. М. Маленкову совместно с обкомами, крайкомами, ЦК нацкомпартии отобрать слушателей на эти курсы из числа руководящих районных и областных партийных и комсомольских работников». На усиление центрального аппарата НКВД было делегировано 25 проверенных коммунистов.
26 ноября прокурор А. Я Вышинский направил на согласование в ЦК проект своего ведомственного приказа во исполнение Постановления ЦК, которым ответственность за нарушения законности и ненадлежащее ведение дел возлагалась на прокурорских работников. Строго предписывалось добиваться всесостороннего и объективного рассмотрения дел, учёта жалоб на ведение следствия и ходатайств обвиняемых, обязательного учёта мнения и возражений обвиняемого при записи протокола допросов или предоставления собственноручных показаний, подчёркивалось обязательство фиксировать письменно все стадии следствия: время начала и окончания допроса, время ознакомления прокурора с делом и т. д..
Принятым 9 ноября 1939 года приказом «О недостатках в следственной работе органов НКВД» предписывалось освободить из-под стражи всех незаконно арестованных и была установлена ответственность за несоблюдение уголовно-процессуальных норм, подлог и ненадлежащее оформление следственных дел. В результате из-под стражи и из исправительно-трудовых учреждений только за 1939 год было освобождено 330 тысяч человек.
В то же время началось следствие в отношении сотрудников НКВД, виновных в нарушениях законности, и организаторов беззаконий на местах. Исследователь Л. А. Наумов указывает, что в составе НКВД перед началом чистки наблюдались резкие структурные перекосы; в частности, до трети сотрудников не были в прошлом большевиками, а лица с рабочим или крестьянским происхождением составляли абсолютное меньшинство (порядка 42 %). Кроме того, известно, что в период внутрипартийной борьбы в 1920-е годы определённую часть ОГПУ составляли идейные сторонники Троцкого. В шифротелеграмме, направленной Сталиным в адрес ЦК 25 сентября 1936 года, прямо выражалось недовольство работой НКВД, «опоздавшего на 4 года» в деле борьбы с т. н. «троцкистско-зиновьевским блоком ОГПУ».
Показательно, что один из организаторов Первого московского процесса наркомвнудел Генрих Ягода оказался в качестве подсудимого на Третьем, а заменивший его Николай Ежов, в свою очередь, также был расстрелян по обвинениям в шпионаже на иностранные разведки, фабрикации дел, подготовке терактов и мужеложстве.

## Механизм чистки
Для уничтожения уже выдвинувшихся в ходе чистки НКВД сотрудников Ежова в самом НКВД была проведена сложная реорганизация, широко практиковались переводы перед арестами на различные вспомогательные должности; так, Фриновский М. П. был переведён на пост наркома ВМФ СССР, Заковский Л. М. на пост начальника строительства Куйбышевского гидроузла. В целом, чистка НКВД сопровождалась непрерывными кадровыми перемещениями. Отставка наркома Ежова имела характер сложной многоходовой комбинации: 8 апреля 1938 года он был назначен по совместительству наркомом водного транспорта СССР, одновременно оставаясь и наркомом внутренних дел. 23 ноября сам же Ежов подал в отставку с поста наркомвнудела, которая была принята уже 25 ноября. Предлогом для отставки стало бегство не ставших дожидаться своего ареста полпреда НКВД по Дальнему Востоку Люшкова Г. С. и наркомвнудела Украины Успенского А. И.
В постановлении Политбюро ЦК ВКП(б) об отставке Ежова с поста наркомвнудела ничего не указывало о будущем аресте: упоминалось лишь о его «болезненном состоянии, не дающим возможности руководить одновременно двумя большими наркоматами». 3 декабря 1938 года И. В. Сталин разрешил сообщать в местных отделениях НКВД об отставке наркома. Арест последовал только в апреле 1939 года. Незадолго до отставки Ежова при невыясненных обстоятельствах погибла его жена Хаютина Е. С.
Параллельно поэтапному падению Ежова также поэтапно происходило и возвышение Берии, в августе 1938 года переведённого из Грузии в центр по предложению Г. М. Маленкова, отвечавшего в ЦК за кадры. 22 августа он был назначен первым замнаркомвнудела, 8 сентября начальником 1-го управления НКВД, 29 сентября — начальником Главного управления госбезопасности НКВД и, наконец, 25 ноября — наркомом внутренних дел СССР.
Атмосфера чистки в НКВД смогла создать для заместителей начальников управлений и начальников отделов возможность быстро выдвинуться, уничтожив, в том числе и физически, своих же собственных начальников. Другим методом разрушения «спаянных» чекистских «кланов» были перемещения руководящих работников из одного региона СССР в другой.
По мнению исследователя Л. А. Наумова, чистка аппарата НКВД на местах началась в июле 1937 года с Украины. Служивший ранее на Украине нарком внутренних дел УССР Балицкий В. А. был перемещён на Дальний Восток для проведения там чистки, однако уже месяцем позднее и сам был репрессирован уже там. Уже 17 июля 1937 года Балицкий «признался» в организации «антисоветского троцкистско-фашистского заговора», и дал показания на ряд своих бывших сотрудников на Украине.
Чистку кадров Балицкого возглавил новый наркомвнудел Украины и бывший заместитель Балицкого Леплевский И. М., который в апреле 1938 года сам был репрессирован. Новым наркомвнуделом Украины стал Успенский А. И., инициировавший чистку НКВД Украины уже от «людей Леплевского». Сам же Успенский, ожидая ареста, в ноябре 1938 года имитировал самоубийство, и бежал в Воронеж. В апреле 1939 года был арестован в Челябинской области, и вскоре «признался» в организации «контрреволюционного заговора» и шпионаже в пользу Германии. В 1940 году Успенский был расстрелян; кроме того, была расстреляна его жена.
Всесоюзный розыск беглого наркома Успенского был взят на контроль лично Сталиным. В ходе розыска была арестована жена Успенского, а один из его родственников, ожидая ареста, повесился. 16 ноября 1938 года Хрущёв Н. С. лично санкционировал арест начальника Житомирского областного управления НКВД Вяткина Г. М., как не предотвратившего побег. На допросе Вяткин показал, что он утвердил в Житомирской области расстрелы четырёх тысяч человек, в том числе несовершеннолетних детей и беременных женщин, и сам был расстрелян в феврале 1939 года.
Для чистки Дальнего Востока с Украины был направлен один из активных участников Большого Террора, главный организатор массовых репрессий этнических корейцев и прочих репрессий по «национальным линиям» Люшков Г. С. Люшков «вскрыл» на Дальнем Востоке «право-троцкистский заговор», в том числе арестовав собственного предшественника Дерибаса Т. Д. В 1938 году уже он сам, ожидая ареста, бежал в Японию, где погиб в 1945 году. В свою очередь, бегство Люшкова стало удобным предлогом для целой волны новых чисток на Дальнем Востоке. Наконец, бегство Люшкова стало предлогом и для смещения самого Ежова.
Как указывают в своей работе Михаил Тумшис и Александр Папчинский, для проведения чистки местного НКВД в Хабаровск прибыли чекисты из Ленинграда, Москвы, Вологды, Куйбышева и Челябинска. На место лично прибыл первый замнаркомвнудела Фриновский М. П. (впоследствии сам репрессированный), заявивший, что «города Дальнего Востока засорены контрреволюционным, а органы НКВД — социально-чуждым элементом… Задача командированных на Дальний Восток чекистов чистить органы НКВД от антисоветского элемента».
Миронов С. Н. был переведён из Днепропетровска в Западную Сибирь, где начал репрессировать «польских шпионов», и сам был арестован уже Берией 6 января 1939 года. Рассекреченные в настоящее время польские архивы убедительно показывают, что в 1930-е годы в Западной Сибири на самом деле вообще отсутствовали польские резидентуры.
Для чистки Омска с Северного Кавказа был направлены Горбач Г. Ф. и Валухин К. Н., впоследствии также репрессированные (Горбач был обвинён в «подготовке государственного переворота»). Одним из предлогов для расстрела Горбача стал скандальный случай, когда приговорённый к расстрелу колхозник Григорий Чазов из-за небрежности исполнителей был оставлен лежать живым в яме с другими расстрелянными, после чего смог добраться до приёмной М. И. Калинина (главы Верховного Совета СССР) в Москве.
Для чистки Узбекистана и Таджикистана из Москвы был направлен член Политбюро Андреев А. А.
Жданов А. А. был направлен для чистки Башкирии, где «обнаружил» даже два «заговора»: «троцкистско-бухаринский» и «буржуазно-националистический».
Для чистки Армении из центра были направлены Микоян А. С. и Маленков Г. М.
Каганович Л. М. проводил чистку в общей сложности в четырёх областях СССР, также в качестве наркома путей сообщения вычистив железные дороги.

### Иностранный отдел
Уничтожение руководства Иностранного отдела (ИНО) НКВД зачастую проводилось тайно, без суда и следствия. В частности, начальник ИНО НКВД А. А. Слуцкий был убит прямо в кабинете начальника Главного управления государственной безопасности НКВД М. П. Фриновского (17 февраля 1938). Целью скрытных убийств было предотвращение паники и дезертирства среди зарубежной агентуры НКВД. Однако скрыть масштабы «чистки» не удалось и многие агенты предпочли остаться на Западе. В частности, «невозвращенцами» стали:
- И. С. Рейсс — агент ИНО НКВД в Париже. В начале 1937 отказался выехать по вызову в Москву. Выступил во французских газетах с открытым письмом, обличавшим политику Сталина. 17 июля 1937 убит в Швейцарии агентом НКВД С. М. Шпигельглассом .
- А. М. Орлов — резидент ИНО НКВД в Мадриде. В июле 1938 не явился на встречу со Шпигельгласом в Антверпене[Прим. 6] . Присвоив 60 тысяч долларов из оперативных средств НКВД, Орлов вместе с женой и дочерью тайно перебрался во Францию, а оттуда — в США.

## Масштаб чисток
При общей списочной численности органов госбезопасности около 25 тыс. чел. на 1 марта 1937 года в период с 1 октября 1936 г. по 15 августа 1938 г. было арестовано 2273 сотрудника госбезопасности, из них за «контрреволюционные преступления» — 1862. В 1939 году были уволены ещё 937 сотрудников НКВД.
Из 322 начальников республиканских НКВД, УНКВД краёв и областей и подразделений центрального аппарата, занимавших эти посты в разные моменты периода с июля 1934 г. по сентябрь 1938 г., был арестован 241 человек (почти 75 %). Из 37 человек, носивших звание комиссара госбезопасности в 1935 году, осталось в живых лишь двое.

## Карьера Ежова
Во время первого московского процесса наркомом внутренних дел и руководителем Главного управления госбезопасности (ГУГБ) являлся Генрих Ягода. Он активно участвовал в расследовании убийства Кирова, которое легло в основу судебного процесса.
Процесс состоялся в августе 1936, и уже в сентябре Ягода был перемещён на пост наркома связи, 4 апреля 1937 арестован. В феврале 1938 предстал на Третьем московском процессе, где был обвинён в сотрудничестве с иностранными разведками и убийстве Максима Горького. Как указывает историк М. С. Восленский, механика террора была такова, что Ягода, главный организатор Первого московского процесса, оказался в качестве подсудимого на Третьем.
По воспоминаниям советского разведчика-невозвращенца А. Орлова, Ягода в 1936 году никак не предвидел своё скорое смещение, «весной [1936 года] он получил приравненное к маршальскому звание генерального комиссара государственной безопасности и новый военный мундир, придуманный специально для него».
26 сентября 1936 года наркомом внутренних дел вместо Ягоды назначен Ежов, под руководством которого были проведены Второй и Третий Московские процессы, и «Дело военных». Саму чистку 1937—1938 годов советская официальная пропаганда и народная молва связывала, в первую очередь, с именем Ежова (т. н. «ежовщина»). В этот период были уволены в том числе и 2273 сотрудников НКВД
5 апреля 1937 года Ягода был арестован. В феврале 1938 года на показательном Третьем московском процессе, он был обвинён в убийстве Максима Горького, а также Куйбышева и Менжинского и «троцкистском заговоре».

## Смена руководящих кадров
Чистка НКВД сопровождалась рядом маневров, призванных «усыпить бдительность» самих чекистов. В 1935 году введены высшие специальные звания «комиссаров государственной безопасности». Из 37 высших чекистов, имевших эти звания в 1935 году, к 1941 году осталось в живых всего двое.
Параллельно с началом чистки летом 1937 года на сотрудников НКВД «посыпался» ряд высших наград, в том числе множество орденов Ленина. Кроме того, на фоне чистки проходила целая кампания славословий в адрес чекистов и наркомвнудела Ежова лично. Аресты высших чинов НКВД в ряде случаев проводились под видом вызовов в Москву «на повышение».
В 1937—1938 были арестованы и расстреляны такие сотрудники НКВД как бывшая «правая рука» Ягоды, один из организаторов «философского парохода» Я. С. Агранов, один из выдвиженцев Ягоды П. Буланов, А. Я. Лурье, обвинённый в подготовке «теракта» против Ежова Г. Е. Прокофьев, Ф. И. Эйхманс, Л. М. Заковский, организатор «дела „Весна“» И. М. Леплевский, начальник охраны Сталина К. В. Паукер, один из организаторов «кировского потока» Г. А. Молчанов, В. А. Балицкий, З. Б. Кацнельсон, С. Г. Фирин, Л. Б. Залин, С. М. Шпигельглас, начальник строительства канала Москва — Волга М. Берман и другие работники НКВД, которые сами принимали непосредственное участие в проведении массового террора.
До сих пор остаётся непонятным арест начальника охраны Сталина К. В. Паукера; по свидетельствам современников, отношения Сталина с Паукером были доверительными. За верную службу Сталин наградил Паукера орденами Ленина и Красного Знамени, и двумя автомобилями, «кадиллак» и «линкольн». В 1938 году на Третьем московском процессе Паукер был объявлен немецким шпионом. В июле 1937 года охрану Сталина возглавил И. Дагин, вскоре тоже арестованный. Дагин был расстрелян в феврале 1940 года, новым начальником охраны Сталина, на этот раз, до весны 1952 года, стал Н. Власик.
4 мая 1937 года был арестован выдвиженец Ягоды, один из организаторов Первого московского процесса наркомвнудел Белоруссии Г. Молчанов. Он заставил подсудимого Гольцмана «признаться» в том, что он якобы встречался в 1932 году с сыном Л. Троцкого, Львом Седовым, в гостинице «Бристоль» в Копенгагене, тогда как на самом деле эта гостиница была снесена ещё в 1917 году, а секретарь Молчанова перепутал её с гостиницей «Бристоль» в Осло. Кроме того, сам Лев Седов в это время являлся студентом Высшей технической школы в Берлине, и на момент «встречи» в Копенгагене на самом деле сдавал экзамены в Берлине.
15 ноября 1937 года был расстрелян один из старейших чекистов, Бокий Г. И., член Петроградского ВРК и даже член «Союза борьбы за освобождение рабочего класса».

Расстрелянные основатели ВЧК
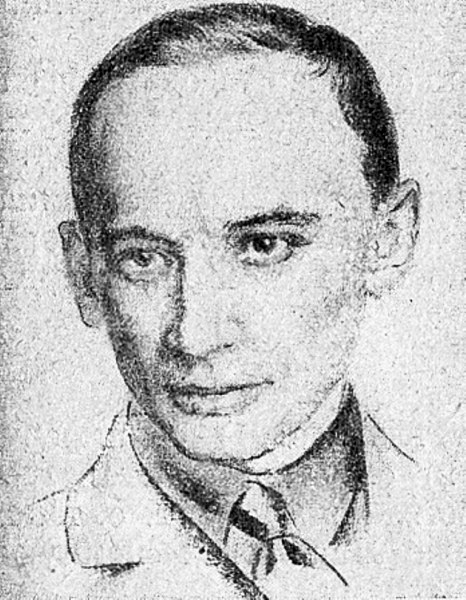
Бокий Г. И., первый начальник Спецотдела ГПУ. Расстрелян 15 ноября 1937 года.
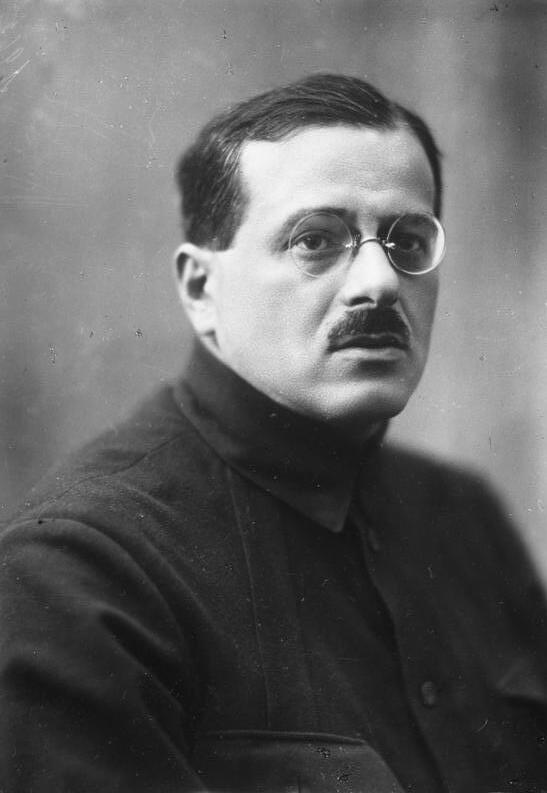
Уншлихт И. С., чекист с декабря 1917 года. Расстрелян 29 июля 1938 года
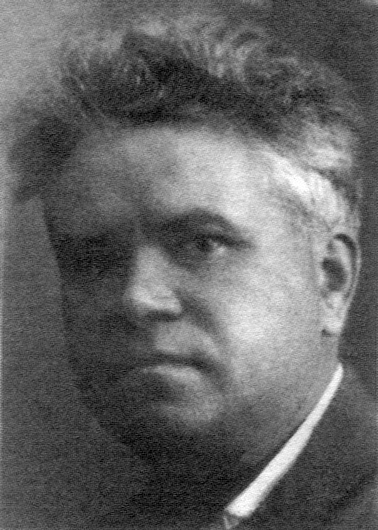
Петерс Я. Х., зампред ВЧК с декабря 1917 года. Расстрелян 25 апреля 1938 года.
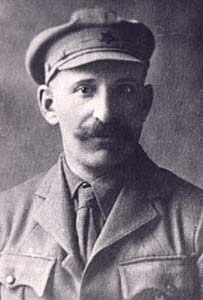
Беленький А. Я., чекист с декабря 1917 года, член первого состава коллегии ВЧК. Арестован в мае 1938 года, расстрелян 16 октября 1941 года.
Трилиссер М. А., один из основателей Иностранного отдела (ИНО) ГПУ. Арестован 23 ноября 1938 года, расстрелян 2 февраля 1940 года.

Как отмечают в своей работе «1937. Большая чистка. НКВД против ЧК» Михаил Тумшис и Александр Папчинский, в ходе чистки НКВД были расстрелян в том числе главный организатор пресловутого «Шахтинского дела» Евдокимов Е. Г., на допросе «признавшийся» в сотрудничестве с разведками четырёх государств.
Показательно и то, что выступавшие по Шахтинскому делу общественными обвинителями Осадчий и Шеин по делу Промпартии проходили уже обвиняемыми. Наконец, в 1938 году был расстрелян Крыленко Н. В., в 1930 году выступавший гособвинителем на процессе по Делу Промпартии.
Арестованный уже Берией бывший начальник Главного управления НКВД и правая рука Ежова в проведении террора Фриновский М. П. на допросе показал, что все «вскрытые» чекистами подпольные террористические заговоры на самом деле были сфальсифицированы путём систематических избиений подсудимых с целью получить от них признательные показания.
С началом террора, 4 июля 1937 года застрелился начальник НКВД Харьковской области Мазо С. С. 8 июля 1937 года застрелился замнаркомвнудел Курский В. М. 17 февраля 1938 года при загадочных обстоятельствах скончался прямо в кабинете начальника Главного управления госбезопасности НКВД выдвиженец Ягоды Слуцкий А. А., один из организаторов специальных операций НКВД за границей. 13 мая 1938 года застрелился начальник управления НКВД по Московской области Каруцкий В. А.

## Изменения состава НКВД в ходе чистки
В ходе Большого Террора из НКВД, в первую очередь, вычищались:
- большевики с дореволюционным партстажем (их доля упала с 20,83 % в 1934 году до 4 % на 1 сентября 1938 года)[13], на смену которым пришли коммунисты, набранные по «ленинскому призыву» (доля вступивших в партию в 1925—1928 увеличилась с 1 % до 66 %, 1929—1932 с 0 % до 38 % за тот же период). Доля лиц 1895 и более ранних годов рождения при этом упала с 56,25 % до 4,95 %, доля лиц 1901—1905 годов рождения, наоборот, возросла с 6,25 % до 46,15 %, лиц 1906—1910 годов рождения — с 0 % до 29,12 %[13];
- лица с некоммунистическим прошлым (бывшие эсеры, меньшевики, анархисты, боротьбисты и др.): их доля упала с 31,25 % суммарно на 1 июля 1934 года до 0,65 % на 1 июля 1938 года[13]. По окончании террора единственным членом руководства НКВД с некоммунистическим прошлым остался сам Берия Л. П., который в молодости был связан с азербайджанской националистической партией мусаватистов;
- увеличилась доля рабочих (с 23,96 % до 28,67 %) и крестьян (с 17,71 % до 30 %), снизилась доля служащих (с 25 % до 18 %), а также «помещиков, торговцев, мелких предпринимателей и кустарей» (с 28,13 % до 12 %)[13]. Суммарная доля рабочих и крестьян в руководстве НКВД увеличилась с 42 % в 1934 году до 60 % на 1 сентября 1938 и до 80 % на 1939 год;
- за тот же период 1 июля 1934 — 1 сентября 1938 увеличилась доля русских (с 31,25 % до 56,67 %) и украинцев (с 5,21 % до 6,67 %, на 1 июля 1939 года до 12,42 %), снизилась доля евреев (с 38,54 % до 21,33 %, на 1 июля 1939 года до 3,92 %; согласно мемуарам Хрущёва Н. С. и сына Берии Л. П. Берии С. Л., массовая чистка НКВД от евреев имела место уже в 1939 году по окончании основной волны террора), латышей (с 7,29 % до 0 %) и поляков (с 4,17 % до 0,67 %, на 1 июля 1939 года до 0 %)[13]. Также из НКВД были вычищены все поголовно обрусевшие немцы. Кроме того, с назначением Берии в два раза выросла доля грузин (с 3,33 % на 1 сентября 1938 года до 6,98 % на 1 января 1940 года);
- для органов НКВД периода 1934—1938 годов также характерен очень высокий процент людей, имевших только начальное образование: на 10 июля 1934 года 40,63 %, на 1 сентября 1938 года 42,67 %. По окончании основной волны террора количество таких сотрудников начало снижаться, упав к 26 февраля 1941 года до 19,23 %, количество лиц с высшим образованием в органах НКВД с 1938 до 1941 года выросло с 10 % до 34,07 %[13].
- Ещё одной особенностью руководящих сотрудников НКВД являлся необычно высокий процент лиц, чьё детство прошло неблагоприятно (исключения из школ, неполная семья, бродяжничество и др.); на 1934 год таких лиц было до 5-6 %. В 1937 году этот показатель вырос до 8 %, в 1938 до 12,7 %. По окончании основной волны террора, количество подобных лиц к 1940 году вновь упало до 6 %[13].

| Уровень образования             | 0.07.1934    | 01.10.1936   | 01.01.1937   | 01.07.1937   | 01.01.1938   | 01.09.1938   | 01.07.1939   | 01.01.1940   | 26.02.1941   |
| начальное                       | 39 (40,63 %) | 38 (34,55 %) | 42 (37,84 %) | 41 (36,28 %) | 48 (37,50 %) | 64 (42,67 %) | 29 (18,95 %) | 31 (18,02 %) | 35 (19,23 %) |
| среднее и незаконченное среднее | 40 (41,67 %) | 53 (48,18 %) | 49 (44,14 %) | 48 (42,48 %) | 56 (43,75 %) | 59 (39,33 %) | 55 (35,95 %) | 68 (39,53 %) | 81 (44,51 %) |
| высшее и незаконченное высшее   | 15 (15,63 %) | 16 (14,55 %) | 18 (16,22 %) | 13 (11,51 %) | 13 (10,16 %) | 15 (10 %)    | 58 (37,91 %) | 65 (37,79 %) | 62 (34,07 %) |
| нет данных                      | 2 (2,08 %)   | 3 (2,73 %)   | 2 (1,80 %)   | 11 (9,73 %)  | 11 (8,59 %)  | 12 (8 %)     | 11 (7,19 %)  | 8 (4,65 %)   | 4 (2,2 %)    |
| Всего руководящих сотрудников   | 96           | 110          | 111          | 113          | 128          | 150          | 153          | 172          | 182          |

## Случаи отказа сотрудников НКВД от исполнения указаний
Случаи, когда сотрудники НКВД отказывались участвовать в расправах с невиновными, были весьма редки, так как такой отказ означал смертельную угрозу для самого сотрудника НКВД. Тем не менее, такие случаи известны.
Так, замначальника Особого отдела ГУГБ НКВД СибВО П. Ф. Коломиец столкнувшись с массовыми арестами и расстрелами военнослужащих, 7 декабря 1937-го отправил «воздушной почтой» письмо Ежову с просьбой прислать комиссию для вскрытия извращений в следствии. Узнав о том, что, вопреки его мнению, сторож Легалов был расстрелян по обвинению в мифическом поджоге, Коломиец сказал о своём рапорте заместителю начальника УНКВД И. А. Мальцеву. Вскоре Коломиец зашёл к начальнику управления Горбачу и отказался нести ответственность за отдел. 23 декабря он был арестован и подвёргся пыткам. В марте 1938-го он был вынужден написать: «…Последние 6—7 лет я не принимал участия в делах по массовым операциям, в так называемой ударной следственной работе… варился в собственном соку и поэтому лишён был приобретения того положительного опыта… который накопили передовые органы и работники ОГПУ — НКВД […] Некоторые явления практической чекистской работы по осуществлению карательной политики ВКП(б) и Советской власти я в ряде случаев рассматривал с точки зрения ложной, гнилой морали». Коломиец был осуждён на 20 лет лагерей, но в 1940-м его реабилитировали.
Мобилизованный в НКВД в разгар террора, молодой сотрудник оперчекотдела Сиблага Садовский написал Сталину письмо с протестом против пыток и фальсификаций. Его немедленно арестовали, пытали и осенью 1938-го он был расстрелян.
Начальник СПО и член тройки НКВД ТатАССР Я. Я. Веверс в ноябре 1937 г. приказал арестовать своего подчинённого С. А. Аухадеева, отказавшегося принимать участие в расстрелах. Аухадеев получил пять лет за «антисоветскую агитацию», но в 1939 г. его дело было прекращено.
Заместитель начальника Благовещенского РО УНКВД по Алтайскому краю М. Сейфулин, будучи, по словам одного из коллег, не согласен «с постановкой в то время арестов и методов следствия», весной 1938 года застрелился. Начальник одного из РО НКВД Курской области Д. Щёкин 4 августа 1938-го покончил с собой, а перед этим посещал семьи арестованных и выпивал с ними.
В сентябре 1937-го референт по следственному производству Воронежского областного УНКВД Гуднев без доклада начальнику управления освободил четырёх человек, арестованных за «подрывную агитацию против ЦК и выпуск нелегальной литературы». После этого он скрылся, а вместе с ним скрылись и освобождённые им лица. Перед этим Гуднев уничтожил находившиеся в своём производстве дела, по которым арестованным грозил расстрел.